# Lygodactylus broadleyi
Espèce
Lygodactylus broadleyi est une espèce de geckos de la famille des Gekkonidae. C'est le plus petit des Gekkonidae avec une Longueur Museau-Cloaque (c'est-à-dire une longueur du corps sans la queue) de 23 mm.

## Répartition
Cette espèce est endémique de Tanzanie.

## Étymologie
Cette espèce est nommée en l'honneur de Donald George Broadley.

## Publication originale
- Pasteur, 1995 : Biodiversite et reptiles: diagnoses de sept nouvelles espèces fossiles et actuelles du genre de lezards Lygodactylus (Sauria, Gekkonidae). Dumerilia, vol. 2, p. 1-21.